# Hektograf
En hektograf, også kaldet en multigraf, er en gelatinebaseret duplikator, der fra slutningen af 1800-tallet blev brugt som en slags tidlig kopimaskine. I Danmark blev den brugt fra ca. 1880.
Hektografering virker ved, at en original skrevet med en særlig form for blæk, hektografblæk, placeres oven på en bakke med hektografmasse (gelatine, glycerin og vand) tilsat acetylsalicylsyre med den beskrevne side nedad. Herefter stryges det let med hånden eller en børste, og man venter, til blækket er trukket ned i hektografmassen, hvorefter papiret fjernes. Nu kan man omvendt overføre blækket fra hektografmassen til papir, men antallet af kopier, der kan tages, er selvsagt begrænset – normalt et sted mellem 20 og 100. Efter trykning blev massen smeltet om. Det kunne gøres blot ved at hælde lidt sprit ud på overfladen og brænde det af. Det smeltede de øverste par mm.
Blækket kunne fås eller laves selv i forskellige farver. Man kunne også få hektografstencils, der kunne bruges i en skrivemaskine. Ellers er metoden den samme.
Teknikken muliggjorde mangfoldiggørelse af skrifter, der ikke kunne bære trykomkostningerne ved almindeligt bogtryk. Således blev professor Kristian Erslevs Grundsætninger for historisk Kildekritik fra 1892 oprindeligt hektograferet til brug ved undervisning i kildekritik på Københavns Universitet fra 1887.